# Газопроводи Біскри
Газопроводи Біскри — сукупність трубопроводів, яка забезпечують подачу блакитного палива до алжирського вілаєту Біскра.
Забезпечення споживачів Біскри відбувається за рахунок газопроводів-відгалужень від двох потужних газотранспортних коридорів Хассі-Р'Мель – Скікда та Хассі-Р'Мель — Уед-Саф-Саф (проходять західніше та південніше від Біскри відповідно), а саме:
- в 1973-му спорудили трубопровід від Chaiba (на трасі Хассі-Р'Мель — Скікда) до Біскри довжиною 64 км та діаметром 150 мм;
- у 2006-му проклали коротку перемичку від Ель-Ауш (на трасі Хассі-Р'Мель — Уед-Саф-Саф) до Сіді-Окба (за два десятки км на південний схід від Біскри) довжиною 16 км та діаметром 200 мм;
- у 2009-му спорудили ще одне відгалуження від Хассі-Р'Мель — Уед-Саф-Саф, яке починається в районі Lioua та має довжину 60 км при діаметрі 300 мм. Воно, зокрема, живить муніципалітет Браніс, де за півтора десятка кілометрів на північ від Біскри в середині 2010-х почався запуск потужного цементного заводу компанії Biskria Cement;
- у 2017-му проклали трубопровід від Баріки (на трасі Хассі-Р'Мель — Скікда) до північної частини вілаєту Біскра, де в другій половині 2010-х став до ладу потужний цементний завод компанії Lafarge. Це відгалуження має довжину 43 км при діаметрі 400 мм.